# Brad Gushue
Brad Gushue, właśc. Bradley Raymond Gushue (ur. 16 czerwca 1980 w St. John’s) – kanadyjski curler, zawodnik Bally Haly Golf & Curling Club, mistrz olimpijski 2006. W curling zaczął grać w wieku 13 lat.
Brad Gushue sześciokrotnie (1995, 1996, 1998, 1999, 2000, 2001) sięgał po tytuł mistrza juniorów mężczyzn Nowej Fundlandii i Labradoru w curlingu. Ostatnie pięć tytułów zdobył grając na pozycji kapitana. Zdobycie tytułu mistrza prowincji wiąże się z reprezentowaniem jej w mistrzostwach kraju, w 2001 Gushue zdobył mistrzostwo Kanady. W tym samym roku pojechał na mistrzostwa świata juniorów, gdzie zdobył złoty medal. Wystąpił na mistrzostwach świata juniorów w 1998, w drużynie Johna Morrisa jako rezerwowy. Nie zagrał wówczas w żadnym ze spotkań.
Po zakończeniu kariery juniorskiej, łatwo stał się najlepszym curlerem prowincji. Zakwalifikował się do mistrzostw Kanady 2003 (Nokia Brier 2003), turniej zakończył bilansem 6-5. W 2004 ponownie wygrał prowincjonalne mistrzostwa a w Nokia Brier po round-robin zajmował 3. miejsce (8 wygranych meczów i 3 przegrane). Odpadł jednak w niższym meczu play off, drużynę Nowej Fundlandii i Labradoru pokonała Kolumbia Brytyjska 5:7. Rok później Gushue ponownie wystąpił w mistrzostwach kraju, zakończył je z bilansem 6-5 na 7. miejscu.
W maju 2005 Gushue sprowadził do drużyny dwukrotnego (1987, 1993) mistrza świata Russa Howarda, miał on wnieść doświadczenie do drużyny startującej w Kanadyjskich Kwalifikacjach Olimpijskich. Howard początkowo występował jako rezerwowy, jednak drugi Mike Adam ustąpił miejsca Howardowi, by podnieść szansę drużyny na wyjazd do Turynu. Howard według międzynarodowego prawa stał się skipem, jednak decydujące zdanie w drużynie nadal posiadał Gushue. Nowy zawodnik w zespole sprawdził się i drużyna Gushue w finale kwalifikacji olimpijskich pokonała Jeffa Stoughtona.
Gushue wraz z Russem Howardem, Markiem Nicholsem, Jamiem Korabem i Mikiem Adamem reprezentował Kanadę na Zimowych Igrzyskach Olimpijskich 2006, zdobył tam  złoty medal. W finale pokonał Finlandię (Markku Uusipaavalniemi) 10:4, w decydującym 6. endzie Kanada zdobyła 6 kamieni, zgodnie z przepisami mecz musiał trwać jeszcze dwa endy. Również podczas olimpiady Russa Howarda oficjalnie uznawano kapitanem drużyny.
Gushue wraz z kolegami z drużyny jest pierwszym Nowofundlanczykiem, który zdobył złoty medal olimpijski. W dniu finału o godzinie 12 czasu lokalnego zamknięto wszystkie szkoły by móc obejrzeć mecz.
W 2008 Brad Gushue zwyciężył w Newfoundland and Labrador Provincial Men’s Curling Championship i wystąpił w Tim Hortons Brier. W mistrzostwach Kanady po fazie grupowej zajmował 4. miejsce wraz z Kolumbią Brytyjską, w wyniku czego trzeba było przeprowadzić dogrywkę, gdzie Gushue przegrał 6:8.
Rok później ponownie wygrał mistrzostwa prowincji, na Tim Hortons Brier po Round-Robin zajmował 3. miejsce, ostatecznie po porażce z Manitobą w playoff został sklasyfikowany na 4. pozycji.
W listopadzie 2009 drużyna Gushue wzięła udział w turnieju eliminacyjnym Canadian Olympic Curling Trials, wygrała tylko 1 mecz w rundzie A, a przegrała mecze z Patem Simmonsem (7:12), Tedem Appelmanem (6:7) i Jean-Michel Ménardem (5:7). Brad Gushue nie będzie miał szansy reprezentować Kanady na ZIO 2010, gdzie broniłby swojego tytułu mistrzowskiego.
W styczniu 2010 drużyna Gushue po raz pierwszy wygrała turniej z cyklu Wielkiego Szlema – zwyciężyła w Swiss Chalet National. Podczas Tim Hortons Brier 2010 drużyna Nowej Fundlandii i Labradoru zajęła 4. miejsce.
Wraz z początkiem sezonu 2010/2011, do drużyny Gushue dołączył Randy Ferbey, który został skipem, zagrywającym kamienie na trzeciej pozycji. Gushue wciąż grał jako czwarty, z Markiem Nicholsem i Ryanem Fry na pozycji drugiej i leada. Ferbey nie miał jednak zamiaru przeprowadzić się do Nowej Fundlandii i Labradoru, nie mógł więc brać udziału z tym zespołem w mistrzostwach prowincji. Gushue po raz kolejny okazał się bezkonkurencyjny w rywalizacji prowincjonalnej. Na Tim Hortons Brier 2011 jego zespół z pierwszego miejsca awansował do fazy play-off. Gushue przegrał jednak górny mecz play-off (6:7) i półfinał (6:7) przeciwko Jeffowi Stoughtonowi i Glennowi Howardowi. Ostatecznie by zdobyć brązowy medal musiał pokonać jeszcze 10:5 Kevina Martina. Sezon później ekipa Gushue z bilansem 5-6 zajęła 7. miejsce mistrzostw kraju. Podczas występu na Tim Hortons Brier 2013 zawodnicy z Nowej Fundlandii i Labradoru awansowali do fazy play-off. Przegrali tam spotkanie z Northern Ontario (Brad Jacobs) i mecz o brązowy medal z Ontario (Glenn Howard).
Odznaczony Orderem Nowej Fundlandii i Labradoru.

## Życie prywatne
Gushue jest wicedyrektorem ACME Financial Services. 8 września 2006 poślubił Kristę Tiboo, 14 października 2007 urodziła się jego córka, Hayley Sophia.

## Drużyna
| MŚJ 2001 - Mark Nichols - Brent Hamilton - Mike Adam - Jamie Korab | ZIO 2006 - Mark Nichols - Russ Howard - Jamie Korab - Mike Adam | THB 2008 - Mark Nichols - Chris Schille - Dave Noftall - Glenn Goss | THB 2009 - Mark Nichols - Ryan Fry - Jamie Korab - Glenn Goss |
| 2010/2011 - Randy Ferbey - Mark Nichols - Ryan Fry                 | 2011/2012 - Ryan Fry - Geoff Walker - Adam Casey                | od 2012 - Adam Casey - Brett Gallant - Geoff Walker                 |                                                               |

## CTRS
Pozycje drużyny Gushue w rankingu Kanadyjskiej Federacji Curlingu:
- 2013/2014 – 7.
- 2012/2013 – 7.
- 2011/2012 – 7.
- 2010/2011 – 3.
- 2009/2010 – 3.
- 2008/2009 – 4.
- 2007/2008 – 9.
- 2006/2007 – 7.
- 2005/2006 – 6.
- 2004/2005 – 5.
- 2003/2004 – 12.

## Osiągnięcia
- Występ w the Brier (jednocześnie wygrana mistrzostwa prowincji): 2003, 2004, 2005, 2007, 2008, 2009, 2010, 2011, 2012, 2013, 2014
- Mistrz Nowej Fundlandii i Labradoru juniorów: 1995, 1996, 1998, 1999, 2000, 2001
- Zwycięstwa w turniejach Wielkiego Szlema
  - The National: 2010
  - Masters of Curling: 2014